# Janet Baker

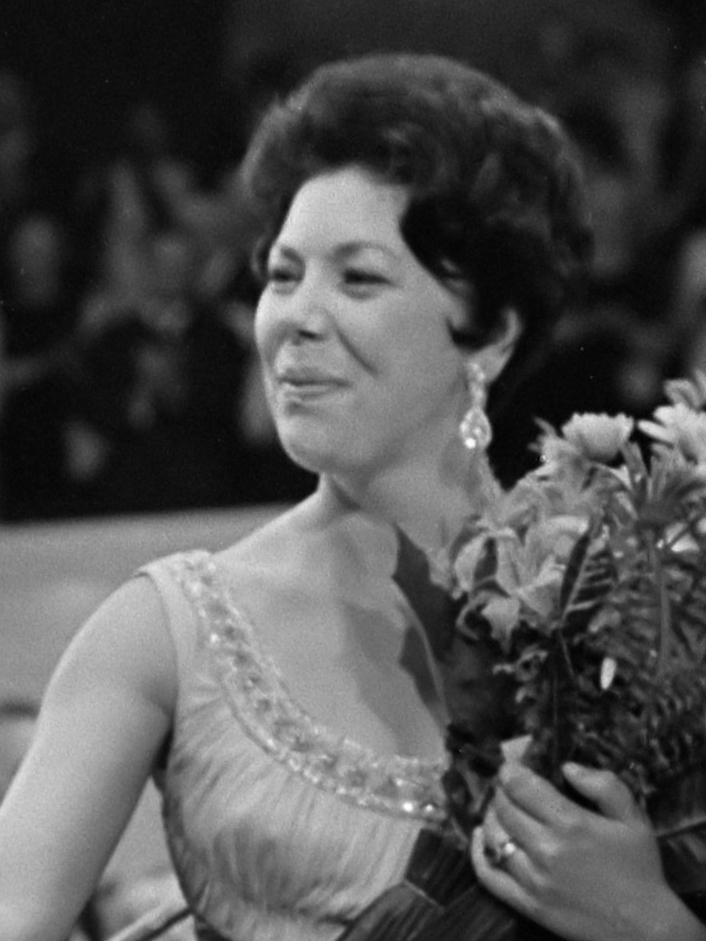
Janet Baker (1967)

Dame Janet Baker, CH, DBE, FRSA (* 21. August 1933 in Hatfield, South Yorkshire, England) ist eine britische Sängerin mit der Stimmlage Mezzosopran und Alt.

## Leben
Bereits sehr früh entdeckte Janet Baker ihr Interesse für klassische Musik, das von den Eltern gefördert wurde. Ihre Jugend verbrachte sie zunächst in York, später in Grimsby, wo sie bereits als Amateursängerin große Beachtung fand. Baker studierte ab 1953 Musik in London bei Helene Isepp und Meriel St. Clair und trat als Konzertsängerin auf. 1956 gewann die 23-Jährige den Kathleen-Ferrier-Preis. Das Studium setzte sie dann am Salzburger Mozarteum fort. Ihr Debüt hatte sie 1959 in der Rolle der Miss Róza in The Secret im Oxford University Opera Club. Im gleichen Jahr debütierte sie auch in Glyndebourne. In den Folgejahren trat sie in allen wichtigen englischen Opernhäusern auf. Ihr Bühnenrepertoire umfasste alle großen Partien der Barock-Opern (Gluck, Händel, Monteverdi) und aus Opernwerken von Wagner, Berlioz, Mozart, Strauss, Britten, und Donizetti. Fast alljährlich sang Janet Baker bei den Festspielen von Edinburgh und Glyndebourne.
Janet Baker machte sich außerdem als Lied- und Oratorieninterpretin einen Namen. Die Künstlerin „galt bald als die bedeutendste Oratorienaltistin ihrer Generation“. Sie widmete sich (begleitet u. a. von Martin Isepp und Gerald Moore) nicht nur dem heimatlichen englischen, sondern vor allem auch dem französischen und dem deutschen Klavierliedrepertoire, darüber hinaus auch diversen Orchesterlied-Zyklen: Ihre Einspielungen der Nuits d’été von Berlioz mit Sir John Barbirolli, der Sea Pictures von Edward Elgar sowie der Kindertotenlieder und der Rückert-Lieder von Gustav Mahler gehören zu ihren faszinierendsten Leistungen und haben bis heute den Status von Belegaufnahmen.
Während sie als Oratorien- und Konzertsängerin auf der ganzen Welt zu hören war, beschränkte sie ihre Präsenz in Opernproduktionen streng auf die britischen Inseln. Auf diese Weise erhielt sie sich als eine der begehrtesten Sängerinnen ihrer Zeit die volle Kontrolle über ihre künstlerische und private Existenz und bewahrte sich vor allzu frühem Verschleiß. Ihr letztes Jahr auf der Opernbühne wurde unter dem Titel Full Circle filmisch dokumentiert; es endete im September 1982 in Glyndebourne mit einer Vorstellung von Glucks Orfeo ed Euridice. Ihre konzertante Karriere setzte Janet Baker danach noch eine Weile fort.
Königin Elisabeth II. nahm die Künstlerin 1970 als Commander in den Order of the British Empire auf, erhob sie 1976 als Dame Commander des Order of the British Empire in den persönlichen Adelsstand und nahm sie 1993 in den Order of the Companions of Honour auf. 1995 wurde sie vom französischen Kulturministerium zum Kommandeur des Ordre des Arts et des Lettres ernannt.
Von 1991 bis 2004 war sie Kanzlerin der Universität York.

## Kritiken
„Die Altstimme der Künstlerin, die immer wieder mit der großen Kathleen Ferrier verglichen worden ist, zeichnet sich durch ihre Tonfülle ebenso aus wie durch ihre musterhafte Interpretationskunst“